# Baldet (Mondkrater)
Baldet ist ein Einschlagkrater auf der Rückseite des Mondes. Er liegt in der basalt- und lavareichen Region zwischen den Kratern Cori im Norden, Stoney im Südwesten und Minkowski im Südosten.
Der Kraterrand ist niedrig und verwittert, aber in seiner ursprünglichen runden Form erhalten. Das flache Kraterinnere ist mit Lava aufgefüllt und besitzt eine niedrigere Albedo als die Umgebung.
Baldet hat einen Nebenkrater:
| Buchstabe | Position            | Durchmesser | Link |
| --------- | ------------------- | ----------- | ---- |
| J         | 54,77° S, 150,25° W | 17 km       |      |

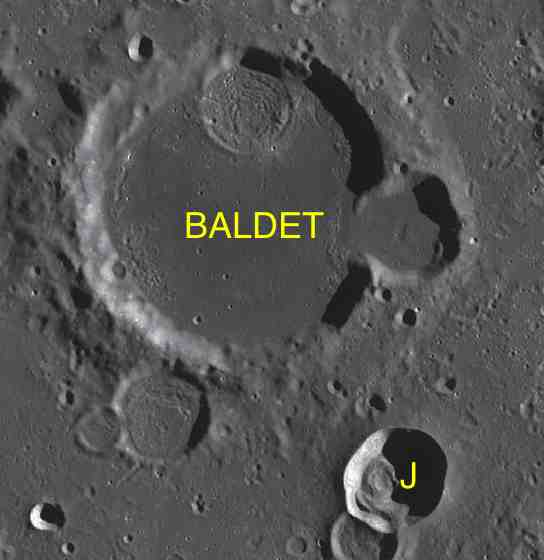
Baldet mit seinem Nebenkrater

Der Krater wurde 1970 von der IAU offiziell nach dem französischen Astronomen Fernand Baldet benannt.